# Налягане
Налягането (с означение p) е физична величина, характеризираща големината на натиска (нормалната съставяща на силата), който действа върху единица площ. Налягането е скаларна величина. Съгласно определението в международния стандарт ISO/IEC 80000 налягане наричаме отношението на силата към площта на повърхнината:
{\displaystyle p={\frac {F}{S}}\ } или {\displaystyle p={\frac {dF}{dS}}}
където:
{\displaystyle p} е налягането,
{\displaystyle F} е нормалната сила,
{\displaystyle S} е площта.
Единицата за налягане в SI е паскал или нютон на квадратен метър. В областта на флуидите се допуска употребата и на единицата bar (1 bar = 100 kPa).
Механичното напрежение също се мери в нютони на квадратен метър, но напрежението зависи и от посоката. Съществуват нормално напрежение (с означение σ – сигма) и тангенциално напрежение (с означение τ – тау).

## Видове налягане

### Атмосферно налягане
Атмосферното налягане е налягането върху всяка площ в атмосферата, предизвикано от теглото на въздуха.

### Манометрично налягане
Манометричното, също наричано ефективно налягане е това, което показва манометърът. Бележи се с pe. То е разликата между абсолютното налягане p и атмосферното налягане pamb (т.е. налягането на околната среда) в този момент и на даденото място. Ефективното налягане може да е положително или отрицателно в зависимост от това дали е по-голямо или по-малко от pamb.

### Абсолютно налягане
Абсолютното налягане можем да получим като алгебрична сума от две измервания – на атмосферното и на манометричното налягане. Съществуват и манометри, които измерват директно абсолютното налягане, като техният чувствителен елемент е поставен във вакуумирана камера.
Навсякъде в техниката под „налягане“ се разбира манометрично налягане, освен ако изрично не е отбелязано друго. Във физиката е точно обратното – почти винаги се работи с абсолютни налягания.

### Хидростатично налягане
Налягането във вътрешността на течност, което се дължи на теглото на разположените отгоре слоеве, се нарича хидростатично налягане.

### Кръвно налягане
Кръвното налягане е налягането на циркулиращата кръв върху стените на кръвоносните съдове, което създава сърцето. Кръвното налягане обикновено се изразява чрез два показателя: систола (фаза на изтласкване на кръвта от сърцето) и диастола (фаза на пълнене на сърцето) и се отчита като две числа за стойностите при тези две фази. Обичайната мерна единица е милиметър живачен стълб (mmHg).

## Мерни единици
|                    | Pascal  | bar       | N/mm²     | kp/m²    | kp/cm² (=1 at) | atm        | torr mmHg(1) | psi           |
| ------------------ | ------- | --------- | --------- | -------- | -------------- | ---------- | ------------ | ------------- |
| 1 Pa (N/m²)=       | 1       | 10-5      | 10-6      | 0,102    | 0.102×10-4     | 0,987×10-5 | 0,0075       | 1,450377×10-4 |
| 1 bar (daN/cm²) =  | 100.000 | 1         | 0,1       | 10200    | 1,02           | 0,987      | 750          | 14,5          |
| 1 N/mm² =          | 106     | 10        | 1         | 1,02×105 | 10,2           | 9,87       | 7500         | 145,0377      |
| 1 kp/m² =          | 9,81    | 9,81×10-5 | 9,81×10-6 | 1        | 10-4           | 0,968×10-4 | 0,0736       | 0,00142       |
| 1 kp/cm² (1 at) =  | 98100   | 0,981     | 0,0981    | 10000    | 1              | 0,968      | 736          | 14,2          |
| 1 atm (760 torr) = | 101325  | 1,013     | 0,1013    | 10330    | 1,033          | 1          | 760          | 14,7          |
| 1 torr / 1 mmHg    | 133     | 0,00133   | 1,33×10-4 | 13,6     | 0,00136        | 0,00132    | 1            | 0,019         |
| 1 PSI =            | 6894    | 0,069     | 0,0069    | 704      | 0,0704         | 0,068      | 51,7         | 1             |